# Фернандес, Рауль (актёр)
Рауль Фернандес де Пабло (исп. Raúl Fernández de Pablo, род. 10 января 1975 года) — испанский актёр, наиболее известный по роли Фермина в сериале «Чёрная лагуна».
Рауль Фернандес заслужил некоторое число наград в своей стране, к примеру, в 2009 году номинировался за роль Фермина на награду телевизионного фестиваля в Монте-Карло.

## Биография
Рауль Фернандес родился 10 января 1975 года в Мадриде. Свою первую роль сыграл в 1993 году, в спектакле «Aspirina para dos» в театре Махадонда Он окончил театральное училище «Анхел Гутьеррес» при Камерном театре Мадрида, после чего поступил в Королевскую школу драматического искусства, где проучился с 1996 по 2000 год. Актёрскую карьеру Рауль Фернандес начал с театральной классики, играл, например, главного героя в университетской постановке шекспировском «Гамлете». В кино дебютировал в 2000 году в сериале «Комиссар».
Рауль Фернандес играет в театре и кино, снимается в рекламе. Также сам снял три короткометражки.

## Фильмография
| Год       |     | Русское название | Оригинальное название       | Роль                                                             |
| --------- | --- | ---------------- | --------------------------- | ---------------------------------------------------------------- |
| 2000—2003 | с   | Комиссар         | El comisario                | Estudiante / Студент                                             |
| 2001      | кор |                  | Diminutos del calvario      | Camarero                                                         |
| 2003      | с   | Расскажи мне     | Cuéntame                    | Фельдшер / Soldado ayudante de medicina                          |
| 2004      | кор |                  | En el frigo                 |                                                                  |
| 2005      | ф   | Семена славы     | Semen, una historia de amor | Chaval bar                                                       |
| 2006      | с   |                  | Pasapalabra                 | камео                                                            |
| 2006—2006 | с   | Вне контроля     | Fuera de control            | Антон / Antón                                                    |
| 2006      | кор | Подарок          | El regalo                   | Родриго / Rodrigo                                                |
| 2007—2007 | с   | Вопросы о сексе  | Cuestión de sexo            |                                                                  |
| 2007—2010 | с   | Чёрная лагуна    | El internado                | Фермин де Пабло/Карлос Альманса / Fermín de Pablo/Carlos Almansa |
| 2010      | ф   | Дар              | El mal ajeno                | Мартин / Martín                                                  |
| 2011—2011 | с   | Хороший агент    | BuenAgente                  | Тео / Teo                                                        |
| 2012      | ф   |                  | Viaje a Surtsey             | Mateo                                                            |
| 2012      | с   | Задом наружу     | Con el culo al aire         | Ангел / Ángel                                                    |